# Osmia paradisica
Osmia paradisica är en biart som beskrevs av Sandhouse 1924. Osmia paradisica ingår i släktet murarbin, och familjen buksamlarbin. Inga underarter finns listade i Catalogue of Life.